# Além da Paixão
Pour les articles homonymes, voir Paixão.
Pour plus de détails, voir Fiche technique et Distribution.
Além da Paixão est un film brésilien réalisé par Bruno Barreto, sorti en 1986.

## Fiche technique
- Titre français : Além da Paixão
- Réalisation : Bruno Barreto
- Scénario : Bruno Barreto et Antônio Calmon
- Pays d'origine : Brésil
- Format : Couleurs - 35 mm - Mono
- Genre : drame
- Durée : 108 minutes
- Date de sortie : 1986

## Distribution
- Regina Duarte : Fernanda
- Paulo Castelli : Miguel
- Patricio Bisso : Bom-Bom
- Flávio Galvão : Roberto
- Felipe Martins : Ratinho